# Louise de La Fayette
Louise Angelique de La Fayette (Vésigneux, 8 novembre 1618 – Parigi, 11 gennaio 1665) fu una dama francese del XVII secolo.

## Biografia

### La famiglia
Fu una dei cinque figli di Jean conte de La Fayette e di Margherita di Borbone-Busset.

### Il legame con Luigi XIII
Dama di compagnia della regina Anna d'Austria, nel marzo 1635 Luigi XIII si invaghì di lei. Il legame fu all'inizio appoggiato dal cardinale Richelieu, che intendeva fare allontanare la favorita Marie de Hautefort, amica della regina e nemica del cardinale. Il primo incontro avvenne per l'esattezza durante un balletto al Louvre il 18 febbraio 1635.

### Gli incontri in convento
Il 19 maggio 1637 la ragazza, pia e modesta, si chiuse nel convento delle Figlie della Visitazione di Sainte-Marie, in rue Saint-Antoine, a Parigi, divenendo suor Angelica. Il legame con il re, però, andò avanti per un paio d'anni. Luigi andava spesso a farle visita, in quanto in lei trovava una confidente.

### L'influenza politica
La giovane cercava di convincere il sovrano a fare allontanare il cardinale, a far richiamare dall'esilio la madre Maria de' Medici e a riconciliarsi con la moglie, dalla quale non aveva ancora avuto un erede.
Fu così di ritorno dal convento, la notte del 5 dicembre 1637, che il re dovette rifugiarsi nel palazzo del Louvre, ove dimorava la regina. Era infatti ormai buio ed era cattivo tempo. Dopo sette anni dall'ultimo aborto e dopo quella notte, la regina rimase incinta del futuro Luigi XIV.
Divenuta superiora nel 1657, suor Angelica morì l'11 gennaio 1665.